# Tomás Martín Etcheverry
Tomás Martín Etcheverry (La Plata, 18 juli 1999) is een Argentijns tennisser.

## Carrière
Etcheverry maakte zijn profdebuut in 2017 en won in 2021 zijn eerste en tweede challenger in het enkelspel en zijn eerste in het dubbelspel. In 2022 won hij zijn derde challenger en nam deel aan alle Grand Slams in het enkel- en dubbelspel buiten de Australian Open in het dubbelspel. Overal werd de eerste ronde het eindstation. 

## Palmares
| Legenda                       | Legenda               |
| ----------------------------- | --------------------- |
| Grand Slam                    |                       |
| Olympische Spelen             |                       |
| tot 2009                      | vanaf 2009            |
| Tennis Masters Cup            | ATP Finals            |
| ATP Masters Series            | ATP Tour Masters 1000 |
| ATP International Series Gold | ATP Tour 500          |
| ATP International Series      | ATP Tour 250          |

### Enkelspel
| Nr.                  | Datum           | Toernooi     | Ondergrond | Tegenstander in finale | Score               | Details |
| -------------------- | --------------- | ------------ | ---------- | ---------------------- | ------------------- | ------- |
| Verloren finales     |                 |              |            |                        |                     |         |
| 1.                   | 5 maart 2023    | ATP Santiago | Gravel     | Nicolás Jarry          | 7–6(5), 6–7(5), 2–6 | Details |
| 2.                   | 10 april 2023   | ATP Houston  | Gravel     | Frances Tiafoe         | 6–7(1), 6–7(6)      | Details |
| gewonnen challengers |                 |              |            |                        |                     |         |
| 1.                   | 11 juli 2021    | Perugia      | Gravel     | Vitali Satsjko         | 7-5, 6-2            |         |
| 2.                   | 1 augustus 2021 | Triëst       | Gravel     | Thiago Agustín Tirante | 6-1, 6-1            |         |
| 3.                   | 20 maart 2022   | Concepción   | Gravel     | Hugo Dellien           | 6-3, 6-2            |         |

### Dubbelspel
| Nr.                  | Datum       | Toernooi | Ondergrond | Partner     | Tegenstander in finale                   | Score            | Details |
| -------------------- | ----------- | -------- | ---------- | ----------- | ---------------------------------------- | ---------------- | ------- |
| gewonnen challengers |             |          |            |             |                                          |                  |         |
| 1.                   | 6 juni 2021 | Biella   | Gravel     | Renzo Olivo | Luis David Martínez David Vega Hernández | 3-6, 6-3, [10-8] |         |

## Resultaten grote toernooien
| Legenda | Legenda                          |
| ------- | -------------------------------- |
| g.t.    | geen toernooi gehouden           |
| l.c.    | lagere categorie                 |
| –       | niet deelgenomen                 |
| G       | uitgeschakeld in de groepsfase   |
| 1R      | uitgeschakeld in de eerste ronde |
| 2R      | uitgeschakeld in de tweede ronde |
| 3R      | uitgeschakeld in de derde ronde  |
| 4R      | uitgeschakeld in de vierde ronde |
| KF      | uitgeschakeld in de kwartfinale  |
| HF      | uitgeschakeld in de halve finale |
| F       | de finale verloren               |
| W       | het toernooi gewonnen            |
| w-v     | winst/verlies-balans             |

### Enkelspel
| Grandslamtoernooien |    |    |
| Australian Open     | 1R | 2R |
| Roland Garros       | 1R |    |
| Wimbledon           | 1R |    |
| US Open             | 1R |    |
| Statistieken        |    |    |
| titels per jaar     | 0  | 0  |
| eindejaarsranking   | 79 |    |

### Dubbelspel
| Australian Open   | –   | 1R |
| Roland Garros     | 1R  |    |
| Wimbledon         | 1R  |    |
| US Open           | 1R  |    |
| Statistieken      |     |    |
| titels per jaar   | 0   | 0  |
| eindejaarsranking | 235 |    |